# Màrtirs Cartoixans de Londres
Els Màrtirs Cartoixans de Londres foren un grup de monjos de la cartoixa de Londres, executats per la justícia anglesa entre el 19 de juny de 1535 i el 20 de setembre de 1537. També s'hi inclouen dos monjos provinents de les cartoixes de Beauvale i Axholme. En total, foren 18 homes, reconeguts com a màrtirs per l'Església Catòlica Romana, i venerats com a beats, i tres d'ells com a sants.

## Història
La decisió d'Enric VIII d'Anglaterra de divorciar-se de Caterina d'Aragó i casar-se amb Anna Bolena va provocar el trencament de relacions amb l'Església Catòlica de Roma. Les autoritats van voler assegurar-se la lleialtat i aprovació de persones de prestigi, i entre ells hi havia els monjos de la Cartoxia de Londres, que per la seva austeritat i manera de viure gaudien de molta credibilitat per part del poble. Els cartoixans, però, no aprovaren el divorci ni les intencions del rei, per la qual cosa foren acusats de traïció i, finalment, condemnats a mort amb la intenció de donar exemple.
Foren executats en diverses dates, formant tres grups diferents.

### Primer grup: 4 de maig de 1535
El 4 de maig de 1535 foren executats a Tyburn (Londres) els tres monjos principals: John Houghton, prior de la cartoixa de Londres, Robert Lawrence, prior de la de Beauvale (Nottinghamshire), i Augustine Webster, prior de la cartoixa d'Axholme, juntament amb el monjo brigidí Richard Reynolds, de Syon Abbey.

### Segon grup: 19 de juny
Un mes més tard foren executats tres monjos importants de la cartoixa londinenca: Humphrey Middlemore, William Exmew i Sebastian Newdigate, també a Tyburn, el 19 de juny. Enric VIII; amic personal de Newdigate, el visità per intentar convèncer-lo perquè es mostrés d'acord amb ell i salvar la vida, però el monjo no acceptà.

### Tercer grup: 11 de maig de 1537
Seguiren, dos anys més tard, dos monjos executats a la mateixa cartoixa de Beauvale, i John Rochester i James Walworth, penjats a la cartoixa de Kingston upon Hull (Yorkshire) l'11 de maig de 1537.

### Quart grup: 18 de maig
La resta de personal de la cartoixa de Londres, vint monjos i divuit germans llecs, foren comminats a fer el Jurament de Supremacia, segons el qual reconeixien la primacia del rei anglès sobre del Papa. S'hi negaren els monjos Thomas Johnson, Richard Bere, Thomas Green i John Davy (diaca), i els germans llecs Robert Salt, William Greenwood, Thomas Redyng, Thommas Scryven, Walter Pierson i William Horne. La resta va fer el jurament i foren expulsats del monestir.
Els que no feren el jurament foren enviats a la presó de Newgate; encadenats, se'ls abandonà perquè morissin d'inanició. Margaret Clement, que havia treballat per a Thomas More, subornà al carceller i aconseguí portar-los menjar continuadament. Descoberta, però, li fou prohibida l'entrada, i els cartoixans anaren morint de gana i set. El primer fou William Greenwood, el 6 de juny, i als dos dies John Davy; Robert Salt morí el dia 9, i Walter Pierson i Thomas Green el 10. Thomas Scryven i Thomas Redyng moriren el 15 i 16 de juny. Es decidí executar els supervivents i se'ls donà el menjar necessari per mantenir-los vius; així i tot, moriren Richard Bere el 9 d'agost i Thomas Johnson el 20 de setembre.
Finalment, només el germà William Horne restà viu. No volgué abandonar el seu hàbit i fou executat en 1540, penjat i esquarterat a Tyburn el 4 d'agost, amb altres cinc catòlics: els laics Robert Bird i Giles Heron, el carmelita Lawrence Cook, el benedictí Thomas Epson i el prevere William Bird.

## Veneració

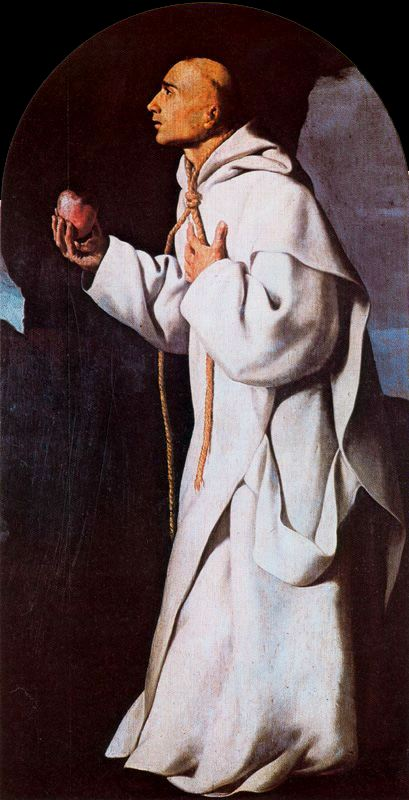
John Houghton, per Francisco Zurbarán (Cádiz, Museo de Bellas Artes)

En 1850, quan es restaurà la jerarquia catòlica a Anglaterra i Gal·les, es començà a parlar de la beatificació dels màrtirs, com a mínim dels coneguts i amb martiri cert i comprovat. Foren els primers dels Màrtirs d'Anglaterra i Gal·les en ésser beatificats, el 9 de desembre de 1886, per Lleó XIII. El 25 d'octubre de 1970, els tres primers màrtirs, els priors, foren canonitzats per Pau VI, en un grup de quaranta màrtirs britànics de les persecucions anglicanes. La festivitat conjunta del grup és el 4 de maig.

## Llista dels cartoixans màrtirs
- Sant John Houghton, prior de la Cartoixa de Londres, mort el 4 de maig de 1535, amb festivitat el 4 de maig.
- Sant Robert Lawrence, prior de Beauvale; 4 de maig de 1535, amb festivitat el 4 de maig.
- Sant Augustine Webster, prior d'Axholme; 4 de maig de 1535, amb festivitat el 4 de maig.
- Beat Humphrey Middlemore, vicari de la Cartoixa de Londres; 19 de juny de 1535, amb festivitat el 19 de juny.
- Beat William Exmew, procurador de la Cartoixa de Londres; 19 de juny de 1535, amb festivitat el 19 de juny.
- Beat Sebastian Newdigate, monjo de Londres; 19 de juny de 1535, amb festivitat el 19 de juny.
- Beat John Rochester, monjo de Londres; 11 de maig de 1537, amb festivitat l'11 de maig.
- Beat William Greenwood, germà llec de Londres; mort a la presó el 6 de juny de 1537, amb festivitat el 6 de juny.
- Beat John Davy, diaca, monjo de Londres; mort a la presó el 8 de juny de 1537, amb festivitat el 8 de juny.
- Beat Robert Salt, germà llec de Londres; mort a la presó el 9 de juny de 1537, amb festivitat el 9 de juny.
- Beat Walter Pierson, germà llec de Londres; mort a la presó el 10 de juny de 1537, amb festivitat el 10 de juny.
- Beat Thomas Green o Thomas Greenwood, monjo de Londres; mort a la presó el 10 de juny de 1537, amb festivitat el 10 de juny.
- Beat Thomas Scryven, germà llec de Londres; mort a la presó el 15 de juny de 1537, amb festivitat el 15 de juny.
- Beat Thomas Redyng, germà llec de Londres; mort a la presó el 16 de juny de 1537, amb festivitat el 16 de juny.
- Beat Richard Bere, monjo de Londres; mort a la presó el 9 d'agost de 1537, amb festivitat el 9 d'agost.
- Beat Thomas Johnson, monjo de Londres; mort a la presó el 20 de setembre de 1537, amb festivitat el 20 de setembre.
- Beat William Horne, germà llec de Londres; mort el 4 d'agost de 1540, amb festivitat el 4 d'agost.